# Kamala Chandrakirana
Kamala (o Nana) Chandrakirana (Yakarta, 2 de octubre de 1960) es una activista feminista, por la justicia, los derechos humanos y la democracia indonesia.

## Carrera
Kamala Chandrakirana fue miembro del Grupo de trabajo de las Naciones Unidas sobre la discriminación contra las mujeres, jurídica y en la práctica, desde 2011. Fundó y pasó más de una década trabajando para la Comisión Nacional de Violencia contra las Mujeres de Indonesia, el principal mecanismo del país para los derechos humanos de las mujeres. Fue primero secretaria general de 1998 a 2003, luego presidenta desde 2003 hasta 2009. El periodo de 2003 a 2009 fue una época llena de conflictos en Indonesia; la Comisión Nacional de Violencia contra las Mujeres de Indonesia documentó graves violaciones de los derechos humanos de las mujeres, en lugares como Aceh, Nueva Guinea Occidental, Poso (Sulawesi Central), así como las violaciones de mayo de 1998 y las asesinatos de 1965.
En 2009, fue cofundadora de Musawah, un "movimiento global por la igualdad y la justicia en la familia musulmana", con otros activistas, académicos y estudiosos religiosos progresistas, que intenta "poner de manifiesto las contradicciones en la enseñanza actual del Islam, mostrar las discordancias entre estas enseñanzas y la realidad de las mujeres y los hombres musulmanes del siglo XXI", explicando "que hay formas nuevas, más justas y humanas, de interpretar el Islam, y desplazar así las interpretaciones surgidas de la dominación masculina y de sus instituciones patriarcales".

## Obra
Chandrakirana ha trabajado en temas de derechos humanos de la mujer, justicia social y democracia a lo largo de dos décadas. Ha ayudado a construir redes y coaliciones, fortalecido mecanismos formales de protección de los derechos humanos tanto en Indonesia como en las Naciones Unidas, y apoyado el compromiso activista por toda Indonesia, la región Asia-Pacífico y globalmente.
Aparte de su tiempo como miembro del Grupo de trabajo de las Naciones Unidas sobre la discriminación contra las mujeres en el derecho y en la práctica, Chandrakirana ha desempeñado otros cargos para las Naciones Unidas como experta en los derechos humanos de las mujeres. Fue miembro de la ESCAP-Grupo de trabajo regional Asia-Pacífico sobre las mujeres, la paz y la seguridad, dentro de la ONU. Chandrakirana se ha relacionado con una serie de redes regionales en Asia-Pacífico, incluyendo el Foro Asia-Pacífico sobre las mujeres, el derecho y el desarrollo (APWLD), International Women's Rights Action Watch, Asia Pacific (IWRAW AP), el grupo de las mujeres del sudeste de Asia en ASEAN.